# Alfredia talassica
Alfredia talassica là một loài thực vật có hoa trong họ Cúc. Loài này được Korovin ex Iljin mô tả khoa học đầu tiên năm 1924.